# Platygaster minuta
Platygaster minuta är en stekelart som beskrevs av Zetterstedt 1840. Platygaster minuta ingår i släktet Platygaster och familjen gallmyggesteklar. Arten är reproducerande i Sverige. Inga underarter finns listade i Catalogue of Life.